# Estela de la Calma
L'Estela de la Calma o la Sitja del Llop és un megàlit del Montseny (Vallès Oriental), inclòs a l'Inventari del Patrimoni Arqueològic i Paleontològic de Catalunya.
Es va trobar l'any 1976 al Pla de la Calma, al massís del Montseny, i actualment està exposat dins d'una urna de vidre al poble de Montseny.
El megàlit és un menhir que es va trobar tombat i formant part d'una cabana de pastor coneguda com a cabana d'en Ramon, situada al turó del Poniol a 1279 metres d'altura, a l'altiplà del Pla de la Calma. El menhir és molt especial perquè presenta en una de les seves cares inscripcions decoratives en forma de cercles concèntrics i semicercles, d'aquí que rebi la denominació d'estela. Hi ha altres motius circulars i alguna línia recta. Tot i que alguns autors consideren que podria tenir una antiguitat de més de 2000 anys, la seva datació és incerta.
Amb l'objectiu de millorar la conservació i evitar actes vandàlics, l'any 2010 va ser extreta de la cabana, restaurada i instal·lada dins d'una urna de vidre al poble de Montseny, també es va restaurar la cabana d'en Ramon i s'hi va col·locar una rèplica de l'estela. Al museu Etnològic del Montseny, situat a Arbúcies, hi ha una altra còpia.